# 米尼·米諾索
薩圖尼諾·奧瑞斯泰斯·「米尼」·阿瑪斯·艾瑞耶塔·米諾索（西班牙語：Saturnino Orestes "Minnie" Armas Arrieta Miñoso，1924年11月29日—2015年3月1日），綽號「古巴彗星」，為前美國職棒大聯盟的外野手，生涯曾效力於紐約古巴人、印地安人、白襪、紅雀與參議員(今遊騎兵)等隊。他是白襪隊史首位黑人球員，也是大聯盟首位非裔拉丁美洲球員。
米諾索曾在1956年至1974年間成為白襪全壘打數最多的球員，他在1964年離開職棒，並於墨西哥執教兼打球到1973年。後來他在1976年和1980年短暫於大聯盟復出。而他不僅成為第三位在50歲還能敲出安打的球員，也是第二位橫跨五個不同年代的球員。1983年，白襪將他的9號背號退休，並在2004年興建一座他的銅像。

## 職業生涯
米諾索先以三壘手身分於黑人聯盟登場，他在1947年入選明星賽，並幫助球隊拿下黑人聯盟世界大賽冠軍。1948年，他再度入選明星賽。
球季結束後，印地安人看中了米諾索的潛力，決定與他簽約。

### 克里夫蘭印地安人
1949年4月19日，米諾索登上大聯盟，成為大聯盟史上首位古巴裔黑人。他在5月4日敲出大聯盟首安，隔天敲出大聯盟首轟。但由於印地安人前一年才奪冠，陣中球員大多處於巔峰期，導致米諾索沒有太多上場空間。他在5月13日被下放到小聯盟，便一直待到1950年球季結束。
1951年，米諾索回到大聯盟。但球隊依舊沒有他的位置，整季他僅留下8場出賽。

### 芝加哥白襪
1951年4月30日，印地安人將米諾索交易到白襪，並從運動家獲得投手Lou Brissie。米諾索也成為白襪隊史首位黑人球員，他在球隊初登場首打席便開轟。最終他留下3成24的打擊率，在美聯僅次於Ferris Fain。該年他首度入選明星賽，成為首位入選明星賽的拉丁美洲黑人。同年他敲出14支三壘安打和31次盜壘，在新人王票選上僅次於洋基的吉爾·麥克道高德。MVP票選上，他拿下第四名。

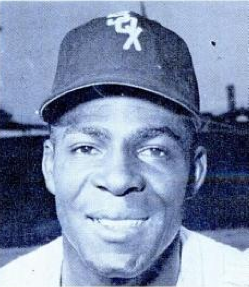
1953年的米諾索

1951年到1953年間，米諾索連續三年成為美聯盜壘王。1955年5月18日，他被一顆觸身球擊中頭部。該年他的打擊率為2成88，是他在1950年代繳出最低的打擊率。
白襪隊由於球場外野較遠，導致球隊一直以來都沒有出現生涯百轟的打者。後來米諾索在1957年9月23日終於達成此一成就。同年他首度獲得金手套獎。

### 生涯後期
1957年球季結束後，白襪將米諾索和Fred Hatfield交易到印地安人，獲得厄里·溫恩和Al Smith。1958年，他敲出生涯新高的單季24轟。1959年4月21日，他首度達成單場敲出5支安打。7月17日，總教練喬·高登因場上妨礙守備問題與主審爭吵，最後高登被驅逐出場。然而米諾索看到高登持續爭吵，因此沒有進入打擊區，後來他被主審拉弓三振出局後大聲爭論，而他也遭到驅逐出場。儘管他在賽後表示抱歉，但他依舊被禁賽三場。該年他再度拿下金手套獎，隔年入選明星賽先發。不過他在第一場比賽5打數無安打，第二場比賽沒有上場。
1959年球季結束後，米諾索被交易回白襪。1960年，他最後一次入選明星賽。該年他繳出3成打擊率，並敲出184支安打與105分打點。他在MVP票選上拿下第四名，並第三度拿下金手套獎。
1961年球季，米諾索的打擊率掉到2成80。他也在球季結束後被交易到紅雀，換來Joe Cunningham。1962年，他的打擊率為1成96。他還因為觸身球擊中頭部休息兩個多月。
1963年，他被交易到參議員。該年他繳出2成29的打擊率。1964年，他回到白襪，留下2成26的打擊率。球季結束後，他宣布退休。
1965年，他在墨西哥聯盟打球，並一路打到1973年，當時他已經47歲，還能繳出2成65的打擊率。
1976年，米諾索重返白襪擔任一三壘指導教練。期間他還復出打了三場比賽，並敲出一支安打。1980年，56歲的米諾索上場代打了兩場比賽，成為大聯盟史上第四老的球員。
1993年和2003年，米諾索都有在小聯盟留下出賽紀錄。.其中他在2003年甚至還獲得保送，成為史上首位在7個不同年代都有出賽紀錄的職棒球員。

## 晚年
米諾索的大兒子也曾短暫打過職棒。1994年，米諾索入選芝加哥運動名人堂。兩年後他入選墨西哥棒球名人堂。2014年，他入選古巴棒球名人堂。
2004年9月19日，白襪在主場興建了一座米諾索的銅像。
2015年3月1日，米諾索因慢性阻塞性肺病去世，享壽90歲。

## 名人堂票選
米諾索從1970年開始獲得名人堂票選資格，不過他在1980年短暫復出。雖然他後來重獲票選資格，但當時投票的記者大多沒有經歷過米諾索打球的年代，因此他的得票率被嚴重低估，導致他14年票選都沒能入選名人堂。

### 黃金年代委員會
2011年和2014年，黃金年代委員會引薦米諾索進入名人堂票選。當時的得票門檻為12票，不過米諾索在那兩年分別只得9票和8票。2021年12月5日，米諾索終於入選名人堂，並由他的遺孀代為於入選典禮上致詞。

## 生涯打擊成績
| 出賽次數 | 打席 | 打數 | 得分 | 安打 | 二安 | 三安 | 全壘打 | 打點 | 盜壘 | 保送 | 三振 | 打擊率 | 上壘率 | 長打率 | OPS  |
| -------- | ---- | ---- | ---- | ---- | ---- | ---- | ------ | ---- | ---- | ---- | ---- | ------ | ------ | ------ | ---- |
| 1948     | 8233 | 7059 | 1228 | 2113 | 365  | 95   | 195    | 1089 | 216  | 848  | 584  | .299   | .387   | .461   | .848 |

## 外部連結
- 球員資訊和成績在MLB，ESPN ，Retrosheet ，Baseball Reference ，Baseball Reference (Minors) ，Fangraphs ，The Baseball Cube （英文）
- 米尼·米諾索在台灣棒球維基館上的頁面（繁體中文）